# Randburg
Randburg este un oraș în partea de NE a Africii de Sud, în Provincia Gauteng. Este localizat în metropola Johannesburg.